# Kościół św. Marii Magdaleny w Szydłowie
Kościół parafialny pw. św. Marii Magdaleny w Szydłowie – katolicka świątynia parafialna w Szydłowie, w dekanacie mławskim, w diecezji płockiej.

## Historia
Obecny, murowany, nieorientowany, czwarty na tym miejscu kościół parafialny pw. św. Marii Magdaleny, został wzniesiony w 1872 r., staraniem ks. Bonifacego Kulasińskiego, proboszcza parafii, oraz ze składek wiernych. Konsekrowany 23 kwietnia 1885 r. przez bpa Henryka Kossowskiego, ówczesnego administratora diecezji płockiej. 
W latach 2013–2014 został przeprowadzony gruntowny remont elewacji kościoła oraz został pomalowany dach. W listopadzie 2015 r. została zaś wykonana nowa malatura we wnętrzu całej świątyni.
W środku świątyni, w neogotyckim ołtarzu głównym, znajduje się obraz patronki parafii i kościoła, św. Marii Magdaleny, pędzla Wojciecha Piechowskiego, lokalnego artysty, pochodzącego z Nosarzewa Borowego. We wnęce ołtarza jest umieszczona figura Matki Boskiej Niepokalanej, nieznanego artysty, wykonana z drzewa gruszy ok. połowy XIX w.
Wszystkie okna zdobione są witrażami figuralnymi, zamontowanymi w latach 1989-1990. Okna w nawie przedstawiają: Zwiastowanie Najświętszej Maryi Pannie, Narodzenie Chrystusa, Ofiarowanie w świątyni jerozolimskiej, Zmartwychwstanie, Zesłanie Ducha Świętego, Wniebowzięcie Najświętszej Maryi Panny. W prezbiterium witraże są poświęcone patronom parafii i kościoła: św. Marii Magdalenie i św. Kazimierzowi, na chórze zaś: św. Krzysztofowi i św. Cecylii.

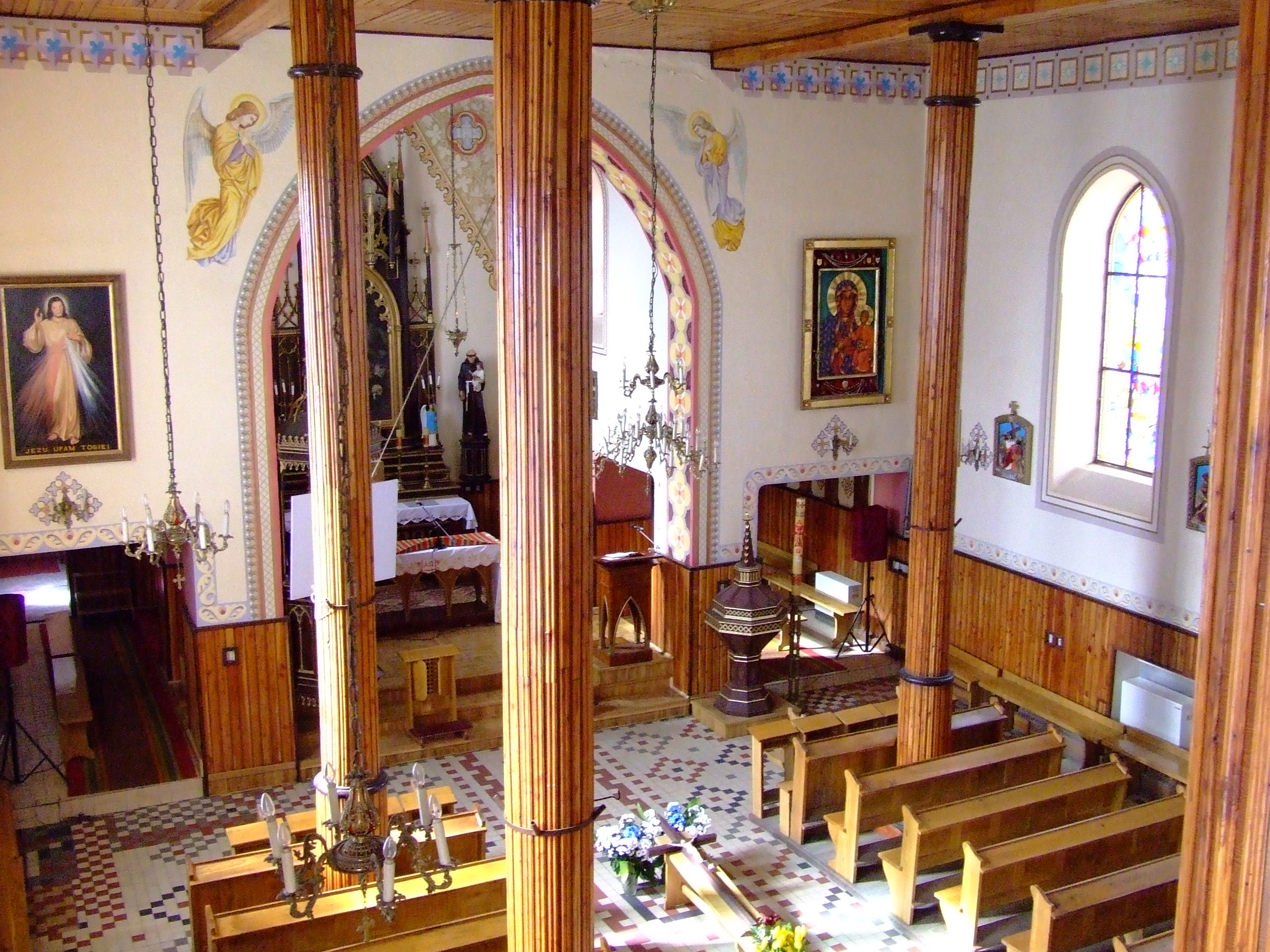
Nawa świątyni

Wielkim dobroczyńcą pierwszego kościoła parafialnego był ks. Wojciech Szydłowski (zm. 1617 r.), kanonik krakowski i włocławski, który ozdobił świątynię "kapami złototogłowymi o ornatami aksamitnymi".

## Dzwonnica
Po zachodniej stronie kościoła znajduje się drewniana, zabytkowa dzwonnica z połowy XIX w., oparta na drewnianej konstrukcji słupowej, pionowo oszalowana. Zbudowana na planie zbliżonym do kwadratu, posiada po dwa prostokątne otwory głosowe z każdej ze stron, przykryte blaszanymi żaluzjami. Zwieńczona dachem z blachy, ze sterczyną z krzyżem. Umieszczone są w niej trzy dzwony.

## Epitafia[4]
Na prawej ścianie prezbiterium, po dawnej stronie lekcji, została umieszczona tablica poświęcona pamięci budowniczego kościoła parafialnego. Wykonana z brązowego marmuru, mimo jednak zębu czasu (z pewnością ufundowana po śmierci księdza, a więc po 1884 r.), do dzisiaj jest czytelna i dość dobrze zachowana. Na prostokątnej, poziomo zorientowanej płycie o wymiarach 0,61 cm na 0,75 cm wyryto złotymi literami następujący tekst:
Ś.p. / Księdzu / BONIFACEMU KULASIŃSKIEMU / b. proboszczowi tutejszemu, / którego staraniem kościół ten wzniesiony został. / Wdzięczni parafianie. / Ur. w r. 1827, um. D. 5 Lipca 1884 r. / Pokój jego duszy.
Dwie inne tablice, wykonane zapewne po 1884 r., już do nowego, murowanego kościoła, poświęcone są przodkom Władysława Dębskiego (zm. 1891), lokalnego badacza dziejów, właściciela dóbr Krzywonosi.
Ś.p. / PIOTR DĘBSKI / Ur. d. 4 Maja 1784 r. / Um. D. 17 Stycznia 1843 r. / Kto życie swoje poświęcił dla braci, / Ten w ich pamięci nigdy go nie straci.

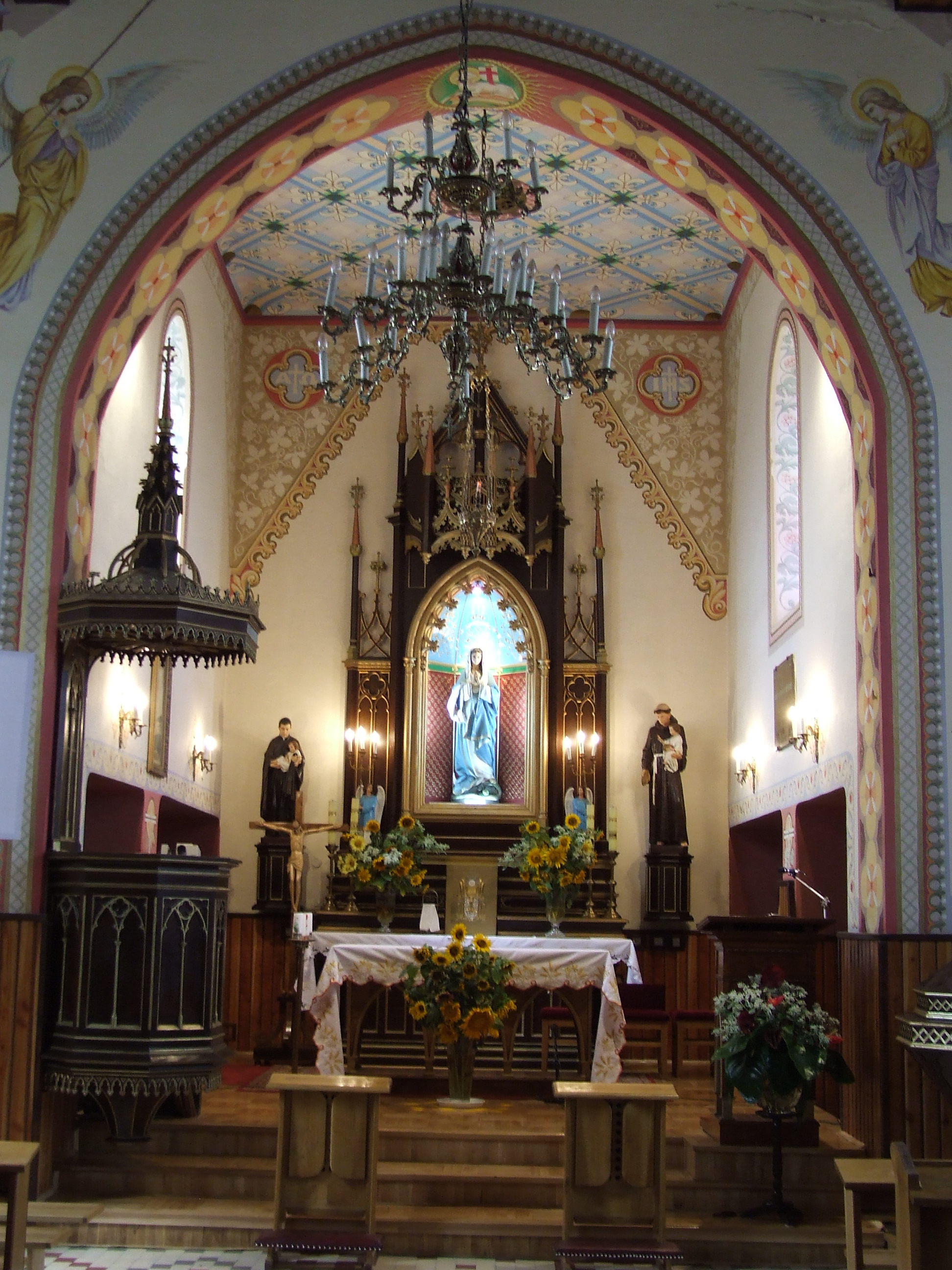
Prezbiterium kościoła

Ś.p. / LUDWIKA z DĘBSKICH / DĘBSKA / Ur. d. 30 Sierpnia 1789 r. / Um. D. 15 Grudnia 1863 r. / Spraw niech jej światłość wiekuista świeci, / Za matką swoją błagają Cię dzieci .
Kolejna tablica z ciemnego marmuru została wmurowana na cześć obrońców Ojczyzny w wojnie z bolszewikami w 1920 r.:

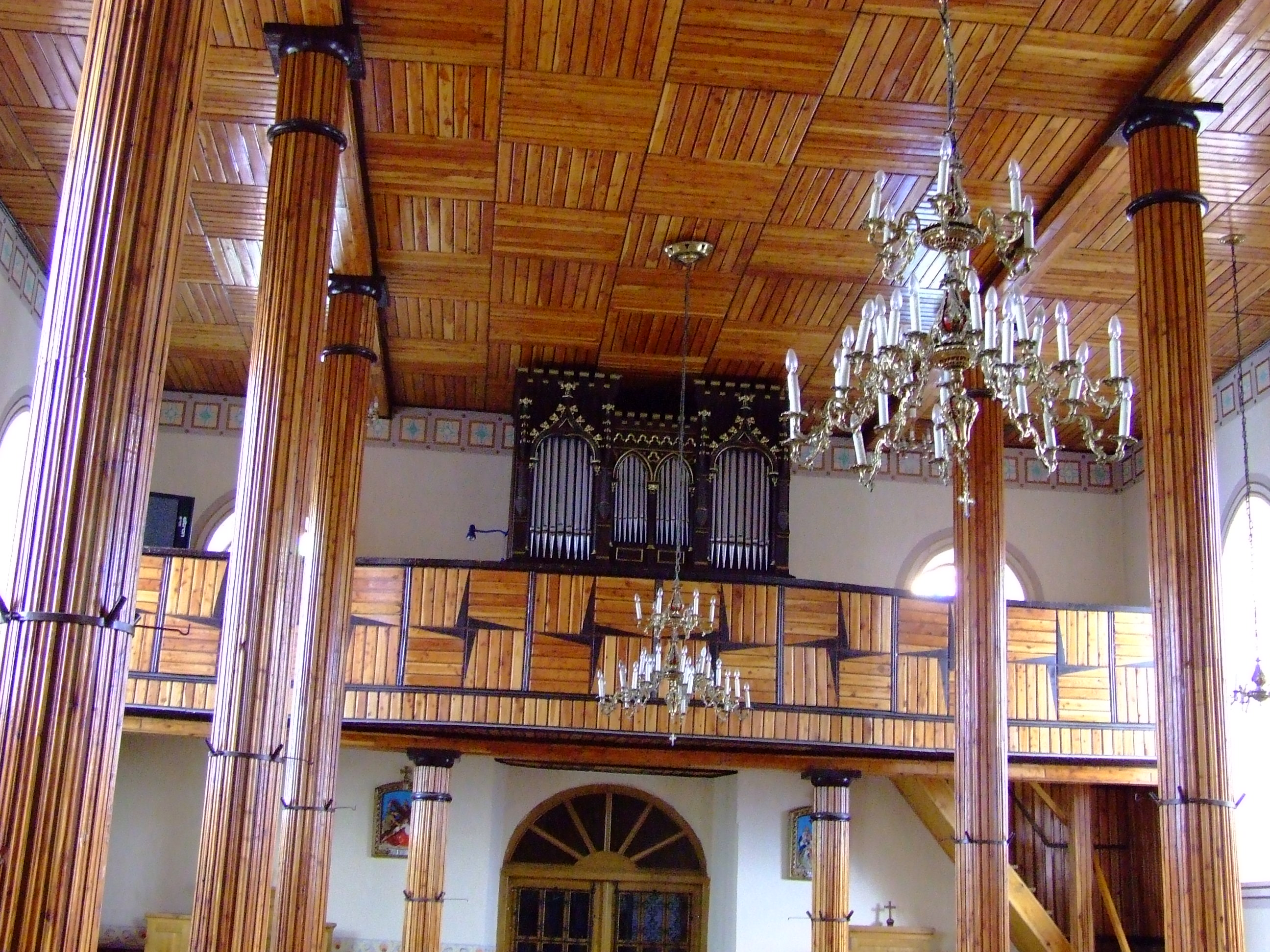
Organy z 1905 r.

+ / ś. p. / Stanisław Kozłowski / Józef Betliński / Stanisław Kacprzak / Jan Słupski / Antoni Sobotka / Zygmunt Rachuba / Stanisław Markowski / Antoni Słabuszewski / Franciszek Keczmerski / Antoni Jędrzejewski / pamięci poległych w obronie / Niepodległości Polski 1920 r. / mieszkańcy Gminy Dębsk / tablicę tę składają 11/XI-1928
Dwa epitafia ufundowano w latach 70. XX w. na cześć byłych proboszczów parafii, w czasie proboszczowania ks. Izydora Kępczyńskiego:

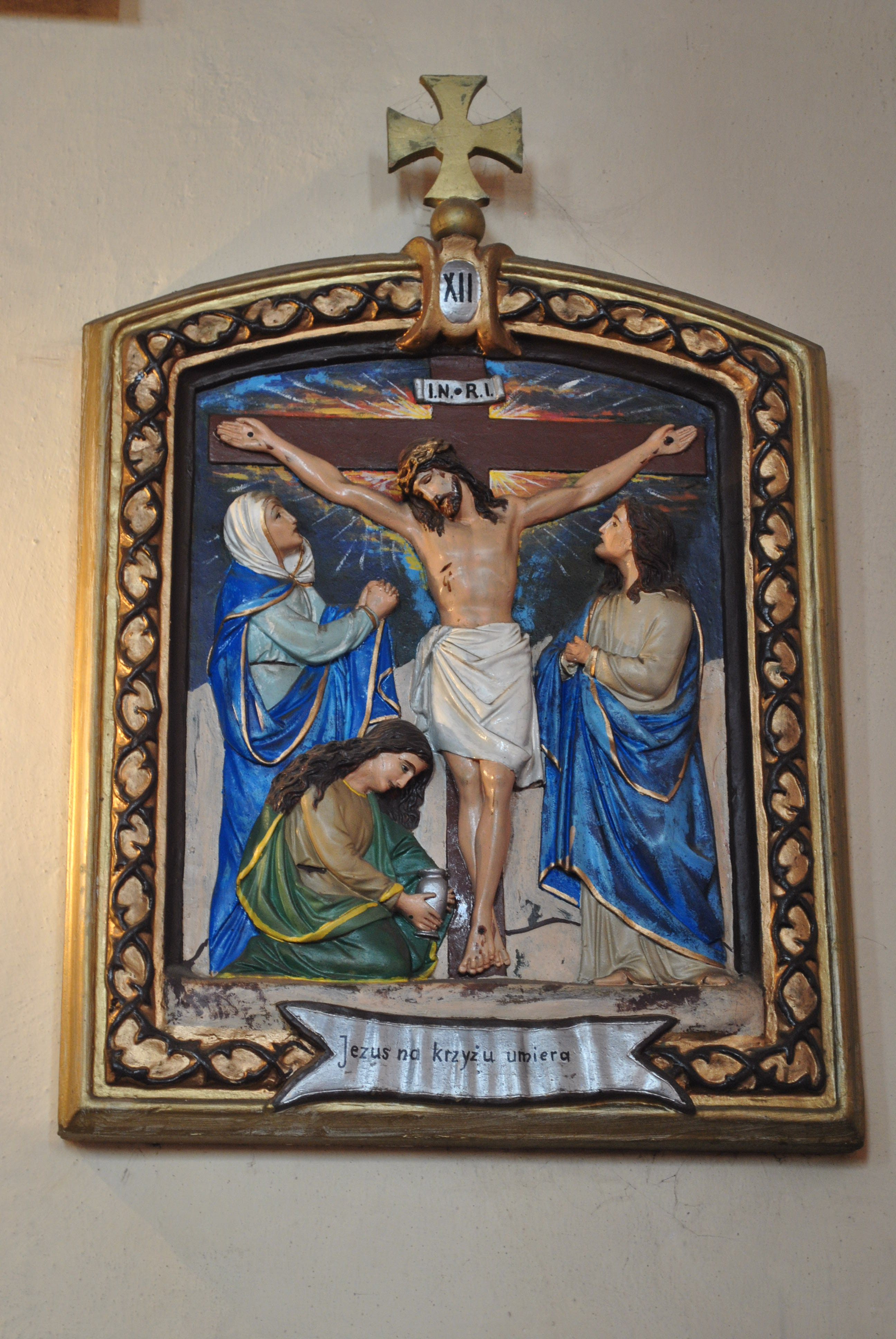
Dwunasta stacja Drogi Krzyżowej

+ / ś.p. / ks. dr. JAN / WIĘCKOWSKI / ur. 27-XII-1884 r. zm. 12-V-1935 r. / kap. pułk. wojsk gen. Hallera  / odznaczony wielu krzyżami, / prob. Par.  Szydłowo  / 20-X-1934 – 12-V-1935. / Requiescat in pace.
+ / ś.p. / ks. JAN / SUCHCICKI / ur. 26-V-1895 r. zm. 13-IV-1964 r. / zasłużony misjonarz / diecezjalny. / prob. Par. Szydłowo / 15-IX-1935 – 13-IV-1964. / Requiescat in pace.
W 2013 r. została zaś umieszczona tablica z czarnego marmuru szwedzkiego na pamiątkę 150. rocznicy powstania styczniowego, poświęcona przez ks. prał. dr. Kazimierza Ziółkowskiego w czasie Mszy św. za Ojczyznę w Narodowe Święto Niepodległości:
Ś. † P. / KS. WINCENTEMU GUTKOWSKIEMU / (1838 – 1895) / Proboszczowi Parafii Szydłowo w latach 1862-1865 / więzionemu za pomoc powstańcom / oraz poległym w bitwie pod Dębskiem 15 II 1863 r. / w 150. rocznicę Powstania Styczniowego / Parafianie Szydłowscy / 11 XI 2013 r.

## Organy
Na chórze muzycznym znajdują się dziewięciogłosowe organy. Instrument wybudowany został przez zakład organmistrzowski Dominika Biernackiego z Dobrzynia nad Wisłą w 1905 roku. Organy były sprawne do 1981 roku. W 2004 roku staraniem ks. kanonika Andrzeja Jana Skorłutowskiego i przy wydatnej pomocy sponsorów i parafian, przeprowadzono generalny remont instrumentu, przywracając go do pierwotnego stanu. Organy charakteryzują się delikatnym, barokowym brzmieniem.

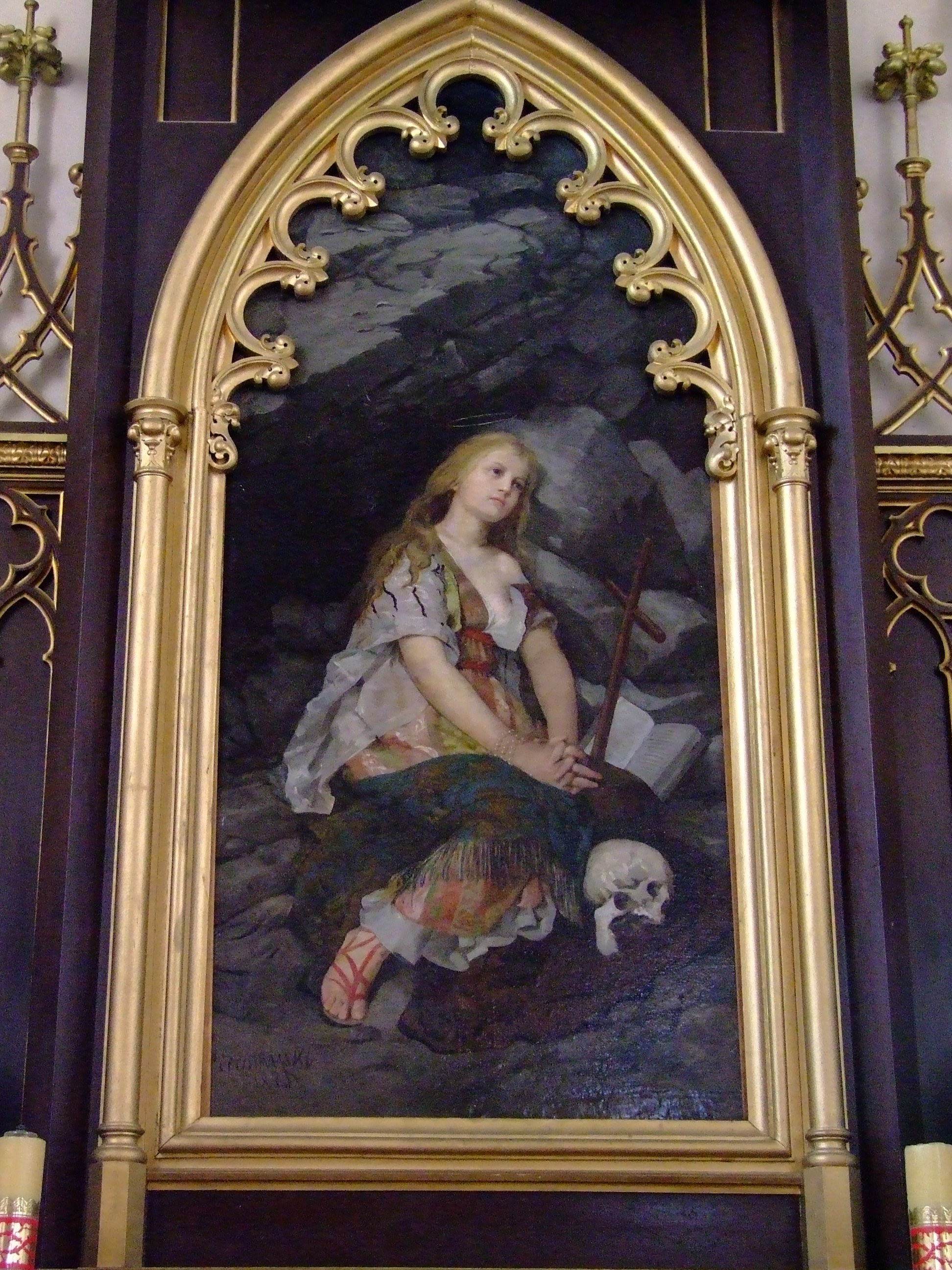
Obraz św. Marii Magdaleny, patronki kościoła, w ołtarzu głównym

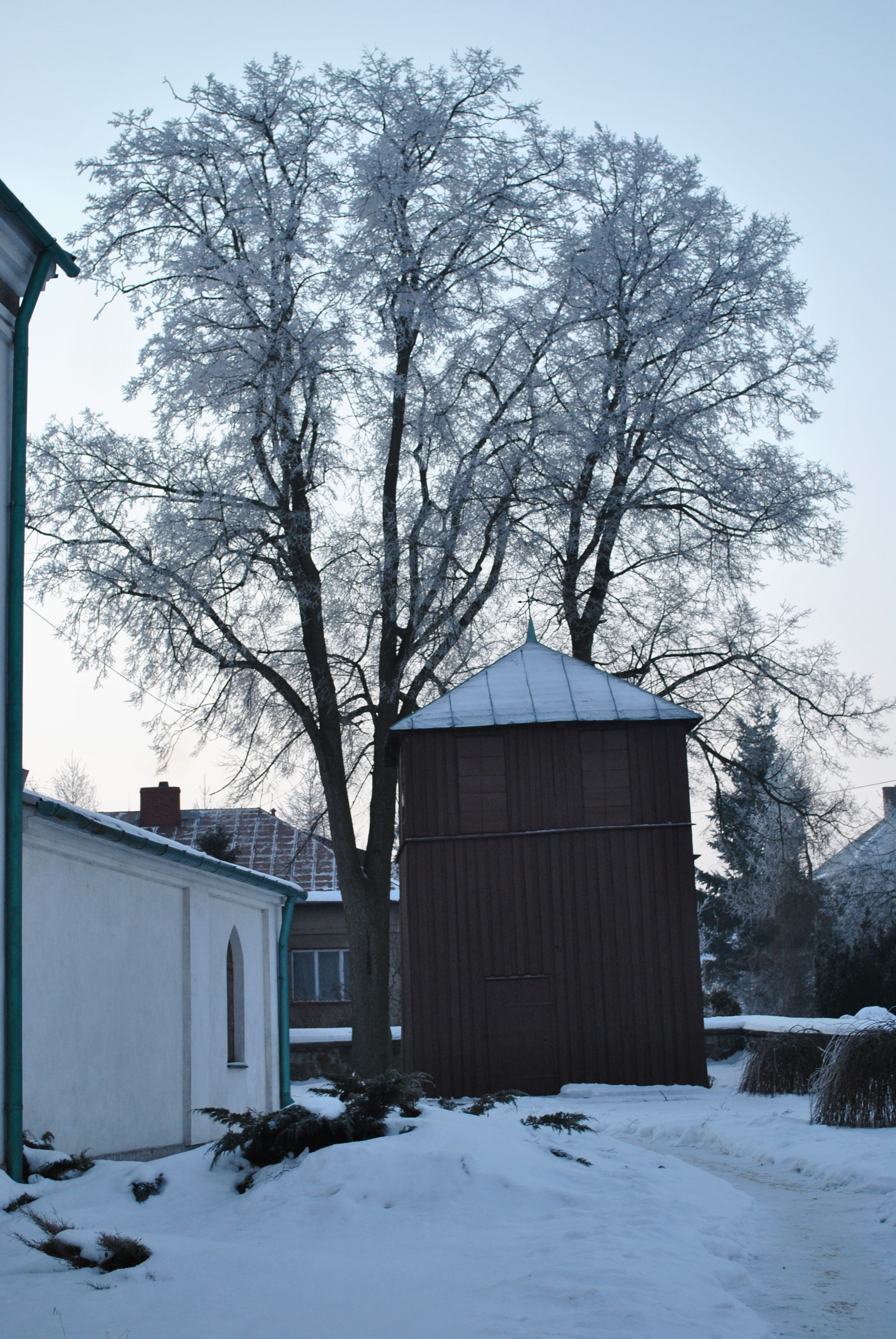
Dzwonnica przy kościele parafialnym w Szydłowie, połowa XIX w.

| Manuał | Pedał         |
| --- | ------------- |
| 1. Holflet 8' 2. Gamba 8' 3. Pryncypał 8' 4. Aeolina 8' 5. Oktawa 4' 6. Flet 4' 7. Mixtura II 8. Tympan 2 2/3' | 1. Subbas 16' |
| Połączenia: I/P, Tutti.                                                                                        |               |